# Nowa Wieś Wielka (stacja kolejowa)
Nowa Wieś Wielka – stacja kolejowa w Nowej Wsi Wielkiej, w gminie Nowa Wieś Wielka, w powiecie bydgoskim, w województwie kujawsko-pomorskim. Według klasyfikacji PKP ma kategorię dworca lokalnego.

## Ruch pasażerski
| Rok  | Wymiana pasażerska na dobę |
| ---- | -------------------------- |
| 2017 | 100-149                    |
| 2022 | 100-149                    |